# ثيودوروس أنجيلوبولوس
ثيودوروس انجيلوبولوس (باليونانية: Θόδωρος Αγγελόπουλος)‏ (و. 1935 – 2012 م) هو مخرج سينمائي، وناقد سينمائي، وممثل، ومنتج أفلام، وكاتب سيناريو، وصحفي من اليونان . ولد في أثينا .
توفي في بيرايوس . بسبب حوادث السيارات، عوار .

## جوائز وترشيحات
حصل على جوائز منها:
- Arts and Culture Prize of German Catholics (2001)[17]
- السعفة الذهبية، عن عمل:الابديه ويوم واحد (1998)
- European Film Academy Critics Award، عن عمل:Ulysses' Gaze (1995)
- European Film Award for Best Film، عن عمل:المناظر الطبيعيه في الضباب (1989)
- Best Screenplay Award (Cannes Film Festival)، عن عمل:Voyage to Cythera (1984)
- Sutherland Trophy، عن عمل:واللاعبون السفر (1975).

ترشح لـ:
- European Film Award: Audience Award for Best Director، عن عمل:ثلاثيه: المرج يبكي. (2004)
- European Film Award for Best Director، عن عمل:ثلاثيه: المرج يبكي. (2004)
- Goya Award for Best European Film، عن عمل:Ulysses' Gaze (1997)
- European Film Academy Critics Award، عن عمل:Ulysses' Gaze (1995)
- European Film Award for Best Screenwriter، عن عمل:المناظر الطبيعيه في الضباب (1989)
- European Film Award for Best Film، عن عمل:المناظر الطبيعيه في الضباب (1989)
- European Film Award for Best Director، عن عمل:المناظر الطبيعيه في الضباب (1989).

## روابط خارجية
- ثيودوروس أنجيلوبولوس على موقع IMDb (الإنجليزية)
- ثيودوروس أنجيلوبولوس على موقع ميتاكريتيك (الإنجليزية)
- ثيودوروس أنجيلوبولوس على موقع روتن توميتوز (الإنجليزية)
- ثيودوروس أنجيلوبولوس على موقع مونزينجر (الألمانية)
- ثيودوروس أنجيلوبولوس على موقع قاعدة بيانات الأفلام العربية
- ثيودوروس أنجيلوبولوس على موقع ألو سيني (الفرنسية)
- ثيودوروس أنجيلوبولوس على موقع تيرنر كلاسيك موفيز (الإنجليزية)
- ثيودوروس أنجيلوبولوس على موقع أول موفي (الإنجليزية)
- ثيودوروس أنجيلوبولوس على موقع قاعدة بيانات الأفلام السويدية (السويدية)
- ثيودوروس أنجيلوبولوس على موقع إن إن دي بي (الإنجليزية)